# Videseter
Videseter is een plaats in de gemeente Stryn in de provincie Vestland in het midden van Noorwegen.
Het ligt aan de Gamle Strynefjellsvegen (RV 256) en de RV 15 richting Lom iets verder dan het meer Langevatnet en het zomerskigebied van Stryn. Hier is een hotel. Dichtbij is de waterval Videfossen.